# 克里斯蒂納波利斯
11°28′33″S 37°45′18″W / 11.47583°S 37.75500°W
克里斯蒂納波利斯（葡萄牙語：Cristinápolis），是巴西的城鎮，位於該國東北部，由塞爾希培州負責管轄，始建於1882年4月24日，面積236平方公里，海拔高度120米，2013年人口17,536，人口密度每平方公里74.25人。